# Gehoornde metselbij
De gehoornde metselbij (Osmia cornuta) is een bij uit de familie  Megachilidae. Het is een zuidelijke soort die vanuit Midden-Europa naar het noorden oprukt.

## Levenswijze
De gehoornde metselbij heeft een soortgelijke levenswijze als de rosse metselbij (Osmia bicornis). Zodra in het voorjaar de temperatuur stijgt, meestal in maart, komt de gehoornde metselbij uit. Zoals bij veel andere solitaire bijen, komen eerst de mannetjes uit en enige tijd later de vrouwtjes. Door haar tolerantie voor koude is ze een van de eerste bijensoorten die in het voorjaar te zien is. Tijdens haar korte leven maakt ze een of meerdere nesten, meestal buisvormig (buisjes in kunstmatige nestholtes van 10 tot 12 mm), en metselt tussenschotten en afsluitdekseltje met zand, leem of klei. De nesten bevinden zich op allerlei plaatsen zoals in rietstengels of in gaten in boomstammen. Tegenwoordig hebben veel mensen bijenhotels in de tuin hangen met nestgangen die voor de gehoornde metselbij aantrekkelijk zijn. De gehoornde metselbij haalt bij voorkeur stuifmeel op de bloemen van fruitbomen zoals appel, peer en kers. Hierdoor is ze bij uitstek geschikt voor de bestuiving van fruitbloesems. Om deze reden is de gehoornde metselbij in opkomst als gecultiveerde bijensoort. Net zoals honingbijen kunnen ze als bestuivende insecten worden ingezet tijdens de teelt van groenten en fruit.
De soort komt algemeen voor in Zuid-Nederland en België.

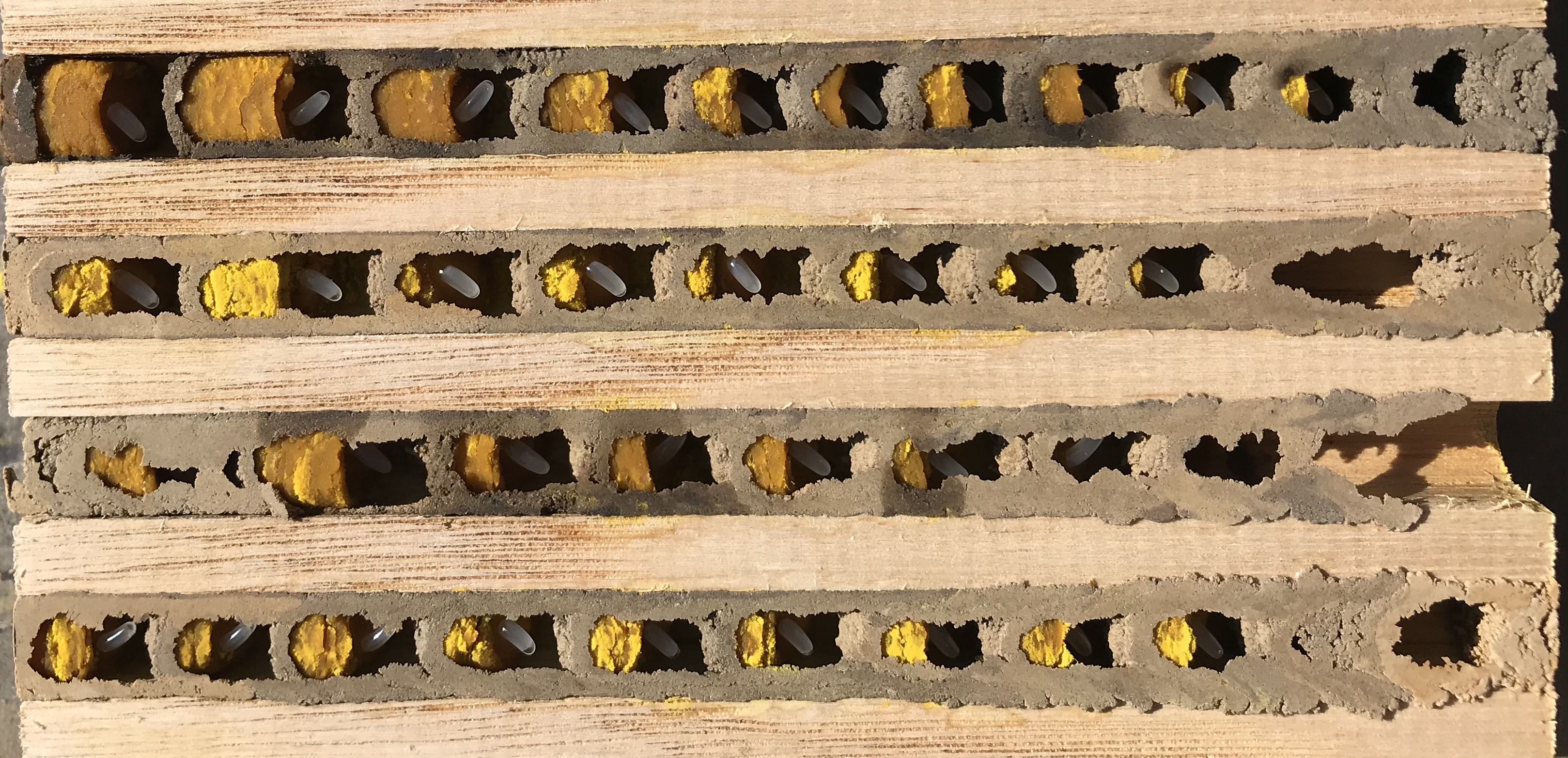
Nestgangen van de gehoornde metselbij

## Uiterlijke kenmerken
De gehoornde metselbij is relatief groot (10 tot 15 mm) en vanwege de sterke beharing lijkt ze nog groter. De vrouwtjes hebben zwarte beharing op de kop en het borststuk en fel oranje-rode beharing op het achterlijf. De mannetjes zien er hetzelfde uit, maar zijn herkenbaar aan de witte haren op de kop die bij de vrouwtjes ontbreekt. Ze zijn meestal kleiner van omvang en hebben antennes die langer zijn dan die van het vrouwtje. Vrouwtjes kunnen worden verward met de steenhommel. Op de buikzijde van het achterlijf van het vrouwtje staan rijen met lange haren. Dit wordt de buikschuier genoemd. In deze buikschuier wordt het verzamelde stuifmeel van de bloemen naar het nest getransporteerd. Anders dan bij honingbijen en hommels hebben gehoornde metselbijen dus geen stuifmeelkorfjes aan de achterpoten. De vrouwtjes hebben twee gebogen hoorntjes op hun kop, vandaar de naam van de soort. Overigens hebben de vrouwtjes van de rosse metselbij deze hoorntjes ook.